# Cis villosulus
Cis villosulus là một loài bọ cánh cứng trong họ Ciidae. Loài này được Marsham miêu tả khoa học năm 1802.